# Смит, Уиллоу
Уиллоу Камиль Рейн Смит (англ. Willow Camille Reign Smith; род. 31 октября 2000, Лос-Анджелес, Калифорния, США) — американская актриса и певица. Дочь Уилла Смита и Джады Пинкетт-Смит.

## Биография
Уиллоу Смит родилась 31 октября 2000 года в Лос-Анджелесе в семье Уилла Смита и Джады Пинкетт-Смит, имеет старших родного брата Джейдена Смита и единокровного Уилларда Кристофера Смита. Вместе с Джейденом является юным послом благотворительного проекта Project Zambia и компании Hasbro, нацеленными на помощь ВИЧ-инфицированным детям Африки.
Актёрский дебют состоялся в 2007 году в фильме «Я — легенда», в котором Уиллоу снялась вместе со своим отцом. Следующий фильм с её участием «Кит Киттредж: Загадка американской девочки» вышел летом 2008 года. В том же году озвучила гиппопотама Глорию в детстве в мультфильме «Мадагаскар 2».
В июне 2010 года Джада Пинкетт-Смит в интервью на Lopez Tonight рассказала, что её дочь планирует записать музыкальный альбом. Первый сингл Уиллоу Whip My Hair в стиле хип-хоп и R'n'B был записан в начале сентября 2010 года. И после этого было официально объявлено, что Смит подписала контракт с Джеем Зи и его лейблом Roc Nation для записи собственного альбома. Также в октябре был выпущен клип на песню.
В марте 2011 года вышел второй клип Уиллоу на песню «21st Century Girl». В клипе Уиллоу в пустыне находит друзей и они вместе «возводят» город из песка.
В апреле 2012 года анонсировала выпуск дебютного альбома под названием «Knees and Elbows», но через некоторое время сообщила, что он выйдет позже.
В июле 2012 года выходят сингл и клип Уиллоу «I Am Me». В новой песне она поёт о том, что она такая, какая есть. В 2013 году Уиллоу записывает новые синглы под названием «Sugar and Spice» и «Drowning», а также «Kite» совместно с братом Джейденом.
Летом 2013 года, Смит и DJ Fabrega записали дуэт под названием «Melodic Chaotic». Сингл «The Intro» был выпущен в качестве первой работы, «Summer Fling» в качестве второго сингла. Песню широко критиковали из-за не соответствия текста песни с возрастом певицы. 16 сентября 2013 года Смит исполнила песню «Summer Fling» на премьере «Queen Latifah Show». В начале 2014 года Уиллоу со своим братом Джейденом выпустила R&B сингл «5». В июле 2014 года вышел новый сингл Уиллоу «8».
19 июля 2019 года Уиллоу выпустила свой одноимённый альбом Willow.

## Фильмография
| Год       |    | Русское название                           | Оригинальное название           | Роль                    |
| --------- | -- | ------------------------------------------ | ------------------------------- | ----------------------- |
| 2007      | ф  | Я — легенда                                | I Am Legend                     | Марли Невилл            |
| 2008      | ф  | Кит Киттредж: Загадка американской девочки | Kit Kittredge: An American Girl | Констанс «Каунти» Гарби |
| 2008      | мф | Мадагаскар 2                               | Madagascar: Escape 2 Africa     | ребёнок Глория          |
| 2009      | мф | Рождественский Мадагаскар                  | Merry Madagascar                | Эбби                    |
| 2009—2010 | с  | Тру Джексон                                | True Jackson, VP                | молодая Тру             |

## Дискография
- Ardipithecus (2015)
- The 1st (2017)
- Seven (2018)
- WILLOW (2019)
- Lately I Feel Everything (2021)
- Coping Mechanism (2022)
- Empathogen (2024)

## Награды и номинации
| Год  | Премия              | Категория                                                             | Результат | Фильм                                      |
| ---- | ------------------- | --------------------------------------------------------------------- | --------- | ------------------------------------------ |
| 2008 | Young Artist Awards | Best Performance in a Feature Film (Young Actress Age Ten or Younger) | Номинация | Я — легенда                                |
| 2009 | Young Artist Awards | Best Performance in a Feature Film (Young Ensemble Cast)              | Победа    | Кит Киттредж: Загадка американской девочки |
| 2010 | Annie Awards        | Voice Acting in an Animated Television Production                     | Номинация | Рождественский Мадагаскар                  |